# Norra Mossby
Norra Mossby är ett naturreservat i Kumla kommun i Örebro län.
Området är naturskyddat sedan 1976 och är 2 hektar stort. Reservatet omfattar en alvarliknande mark på berggrund av kalk och består av en öppen terräng där det i vissa delar finns gott om träd och buskar.